# Nereo Battello
Nereo Battello (Duino-Aurisina, 14 dicembre 1928 – Gorizia, 10 febbraio 2017) è stato un politico italiano, eletto nella IX e X legislatura al Senato della Repubblica nelle file del Partito Comunista Italiano.

## Biografia
Avvocato di fama, ricoprì il ruolo di difensore di sei ragazzi goriziani incarcerati e rinviati a giudizio per la strage di Peteano che vennero infine assolti. Fu anche difensore dell'amico Franco Basaglia nel processo Savarin, caso in cui un malato psichiatrico venne dimesso dal manicomio di Trieste e uccise i genitori.
Membro del Partito Comunista, fu consigliere comunale a Gorizia e provinciale per 20 anni, e venne eletto al Senato due volte, rimanendo in carica dal 1983 al 1992. Presidente del Premio Sergio Amidei fu appassionato cinefilo.

## Vita privata
Sposato con la moglie Novenka, ebbe un figlio, Vanek, anch'egli avvocato.
Morì nel febbraio 2017 all'età di 88 anni.